# Nuuk
 "Godthåb" omdirigeres hertil. For andre betydninger af Godthåb, se Godthåb (flertydig).
Nuuk (grønlandsk for næsset, tidligere dansk navn fra kolonitiden: Godthåb) er hovedstaden i Grønland, som er et selvstyrende territorium i Kongeriget Danmark. Nuuk er det oprindelige inuitnavn, og Nuuk er Grønlands største by med 19.903 indbyggere pr. 1. januar 2025. Kolonien Godthaab blev grundlagt i 1728 af den dansk-norske præst Hans Egede, der blev sendt til Grønland af den danske konge for at finde nordboerne. Imidlertid var nordboerne ikke længere i Grønland. Hans Egede mødte i stedet de grønlandske inuitter, der havde haft bopladser i Nuuk-området i århundreder. Kolonien Godthaab blev således anlagt på bopladsen Nuuk, nærmere bestemt på pladsen omkring Ippiup Qaava.
Nuuk ligger ved mundingen af det vidtstrakte fjordsystem Nuup Kangerlua på Grønlands vestkyst cirka 240 kilometer syd for polarcirklen. Nuuk er hovedbyen i Sermersooq Kommune – den næststørste af fire grønlandske storkommuner, der blev etableret ved kommunalreformen den 1. januar 2009. Sermersooq Kommune er arealmæssigt på størrelse med Frankrig og har cirka 23.000 indbyggere.

## Etymologi
Navnet Nuuk kommer af det grønlandske ord nuuk, der betyder "pynten" eller "næsset". Byen ligger yderst på et næs. Første brug i Tidsskriftet Grønland er fra 1977. Men det nævnes allerede i fx Salmonsens Konversationsleksikon, 2. udgave, bind IX (1919), s. 850: "Godthaab, ... hvis grønlandske Navn er »Nûk«, ..."

## Historie
Kolonien Godthaab blev grundlagt ved Nuuk i 1728 af den dansk-norske missionær Hans Egede, efter han flyttede fra Håbets Ø, hvortil han ankom i 1721. Allerede i Hans Egedes første år i Nuuk sendte Kong Frederik 4. på Hans Egedes foranledning tre fregatter til Grønland. Disse medbragte personel og materialer til at bygge et fort. Langt det meste personel bestod af straffefanger og skøger, og de fleste døde inden for det første år af skørbug og andre sygdomme. I 1730 forlod guvernøren og det meste af befolkningen området, og i 1736 forlod Hans Egede selv Grønland, hvorefter Herrnhutternes missionærer overtog området.
I 1850'erne var Grønland – og især området omkring Nuuk – i stor krise. Europæerne havde medbragt sygdomme og en kultur, der havde kollideret med grønlændernes, og mange grønlændere levede i fattigdom. I 1853 ankom H. J. Rink til Grønland, og han så, at grønlænderne havde tabt en stor del af deres kultur og identitet. Derfor startede han Grønlands første avis, Atuagagdliutt, i 1861. Avisen fik en indfødt grønlænder, Lars Møller fra Nuuk, som redaktør. Denne avis kom senere til at betyde meget for den grønlandske selvforståelse, men med udspring i Nuuk.
Under 2. Verdenskrig sker der igen et spring i retableringen af den grønlandske identitet. Samuel Kleinschmidt reformerede og uniformerede den grønlandske retskrivning. Det betød, at grønlændere nu havde et fælles skriftsprog, og efterfølgende blev der samlet et landsråd under Eske Bruns ledelse i Nuuk. I 1940 oprettedes desuden et amerikansk og et canadisk konsulat i Nuuk – og siden er flere konsulater kommet til. Landsrådet blev i 1946-betænkningen fortsat inddelt i en nord- og en syddel, men holdt fælles møder hvert andet år. I forbindelse med nyordningen i 1950 blev de to landsråd lagt sammen til ét.
Landsrådet blev nedlagt den 1. maj 1979, hvor Grønlands Hjemmestyre blev etableret. Siden har Grønlands Landsting (Inatsisartut), Grønlands Landsstyre og landets centraladministration ligget i Nuuk.

### Historiske bygninger i Nuuk
Den mähriske brødremenighed, Herrnhut var aktiv på det meste af vestkysten. I Nuuks sydlige del findes Herrnhut-missionens gamle bygninger, som i dag anvendes af Grønlands Universitet, Ilisimatusarfik.
Grønlands Seminarium (Ilinniarfissuaq) i Nuuk har i mere end 150 år været hjemsted for læreruddannelsen. Tidligere forestod seminariet også uddannelsen af grønlandske kateketer. Tidligere var flere af Grønlands mest fremtrædende politikere uddannet ved Ilinniarfissuaq.
Kolonihavnen i byens centrum er den ældste bydel i Nuuk, hvor bl.a. Grønlands domkirke, Annaassisitta Oqaluffia er beliggende. Herudover finder man bl.a. Grønlands Nationalmuseum og Hans Egedes Hus, som Grønlands Selvstyre i dag benytter til repræsentative formål.

## Geografi
Nuuk ligger ud til Davisstrædet mellem Grønland og Canada. Byen er beliggende i den sydvestlige del af Grønland og i udkanten af et af verdens største og mest forgrenede fjordsystemer, Godthåbsfjorden (Nuup Kangerlua). I fjorden finder man bl.a. de to bygder Kapisillit og Qeqertarsuatsiaat, Fiskenæsset med hhv. 68 og 248 indbyggere (2007), ligesom der også ligger flere sommerhusområder – ofte i nedlagte bygder. Overfor Nuuk på den anden side af fjorden ligger et relativt fladt landområde, Akia, Nordlandet, hvor der blandt andet er gode forhold for rensdyrjagt.
Fra bunden af Godthåbsfjorden kan man gå ind til indlandsisen. I fjordsystemet lever udover havdyr som sæler, hvaler og fisk også rensdyr, sneharer og polarræve m.m. Isbjørnen har tidligere været en meget sjælden gæst i Godthåbsfjorden, men i dag bliver isbjørnen oftere set i området.
Fjeldene omkring Nuuk omfatter vartegnet Sermitsiaq, Sadlen, der har givet navn til en landsdækkende avis. Sermitsiaq er 1.207 meter højt og hører sammen med fjeldene Quassussuaq (443 m.), Ukkusissaq (772 m.) og Kingittorsuaq, (1.188 m.) til de fjelde, der omkranser Nuuk.

### Bydele
Nuuk består af tre store bydele. Midtbyen, som har været beboet i århundreder, er byens og Grønlands politiske og kulturelle centrum. Her ligger Sermersooq Kommunes centraladministration og Grønlands Selvstyres centraladministration. Byens butikker, cafeer, spisesteder og kulturelle institutioner ligger også her, særligt i områderne ved Imaneq, Aqqusinersuaq og på Spindlers Bakke.
Nuussuaq, der blev etableret i slutningen af 1970'erne og udbygget i 1980'erne er den næststørste bydel. Nuusuaq er præget af lavt etagebyggeri i skarpe farver og ligger på et stort fjeldområde, der gennemskæres af en tunnel.
Qinngorput, hvor de første boliger blev taget i brug i 2003, er den moderne bydel i Nuuk og er den del af byen, hvor der bliver opført mest nybyggeri. Desuden er der en række mindre bydele som f.eks. Qernertunnguit, som er et boligområde mellem Nuuk og Nuussuaq. Midtbyen og Qernertunnguanut ligger i postnummer 3900, mens Nuussuaq og Qinngorput ligger i postnummer 3905.
Midtbyen er vokset ud fra den gamle kolonihavn. Den historiske bebyggelse ved kolonihavnen adskiller sig væsentligt fra Nuuks øvrige kvarterer, som er præget af moderne bebyggelsesformer som f.eks, enfamilieshuse og betonblokke, der er opført i 1960'erne og 1970'erne. Mest kendt er måske Blok P, Grønlands største boligblok, der husede ca. 500 mennesker og dermed næsten 1 % af landets befolkning. Blokken blev revet ned i 2012.

### Klima
Nuuk har et maritimt-påvirket tundra klima (Köppen ET) med kolde, lange, snedækkede vintre og kølige, korte somre. Selvom vintre i Nuuk er relativ kolde, er de stadig mildere end andre tundra klimaer som f.eks. Alaska i USA eller dele af Sibirien. Vintre i Nuuk er mere sammenlignelige med andre breddegrader i Norden.
Den 21. december, årets korteste dag og længste nat, står solen op klokken 11:30 og går ned 15:20. Til sammenligning, på årets længste dag og korteste nat, d. 21. juni står solen op kl. 02:54 om natten og går først ned klokken 00:04 den efterfølgende nat. Det giver næsten en Midnatssol. Nuuk kan have kortvarige milde temperaturer året rundt. Alle måneder har haft 13 °C eller varmere, dog er det kun juni, juli, august og september der har haft hvad der kan betegnes som varmt vejr (defineret som 22,5 °C eller varmere). Månedsgennemsnit ligger fra -9 °C til 7 °C, med ekstremrekorder fra -32,5 °C observeret den 14. januar 1984 til 26,3 °C den 6. juli 2008. Vindrekorden i Nuuk er 68 km/h.
Den gennemsnitlige månedlige temperatur (7,3 °C i august) er koldere end hvad der betegnes som grænsen for træer (10 °C i den varmeste måned). Der er nogle træer men de klarer sig dårligt.
Luften er meget tør i Grønland, og grundet den lave fugtighed føles de kolde temperaturer om vinteren ikke så kolde, ligesom luften om sommeren føles varmere, end fugtig luft. Den lave luftfugtighed gør også, at man kan se længere, end man er vant til i de fleste andre lande. Fjelde, der synes at være tæt på, er som regel længere væk, end man tror.

## Demografi
Nuuk er – med stor afstand til de øvrige grønlandske byer – den største by med 20.000 indbyggere pr. 2. maj 2025. Byens befolkning er vokset markant over de senere år. Indbyggertallet er mere end fordoblet siden 1977, hvor der boede 8.545 indbyggere i Nuuk.
Mere end 20 procent af byens indbyggere er født uden for Grønland. Ikke overraskende udgør danskere den største befolkningsgruppe, der er født uden for Grønland. Siden 2018 er antallet af indbyggere født i Filippinerne og Thailand vokset markant, og denne gruppe udgør samlet ca. 4 % af byens befolkning.
| Fødeland     | Antal  | %      |
| ------------ | ------ | ------ |
| Grønland     | 15.627 | 78,6 % |
| Danmark      | 2.576  | 12,9 % |
| Filippinerne | 545    | 2,7 %  |
| Thailand     | 201    | 1,0 %  |
| Færøerne     | 172    | 0,9 %  |
| Polen        | 112    | 0,6 %  |
| Øvrige       | 639    | 3,2 %  |

## Transport og infrastruktur

### Lufthavn
Nuuk Lufthavn (grønlandsk: Mittarfik Nuuk) er en international lufthavn, som er beliggende ca. 4 km nordøst for byens centrum. Lufthavnen blev indviet i 1979 og er den ældste regionale lufthavn. Den er hjemsted for Air Greenland. Den 28. november 2024 åbnede den udvidede lufthavn, hvorefter det er muligt at flyve direkte med store passagerfly til og fra Nuuk.

Fra Nuuk er der i dag direkte forbindelse til de fleste grønlandske byer samt til Narsarsuaq samt Kangerlussuaq, hvorfra der er direkte forbindelse til København. Der er desuden en direkte forbindelse med Air Iceland til Reykjavik.
Fra udgangen af 2024 vil der desuden fra Nuuk være direkte internationale flyforbindelser til København, Aalborg og New York.

### Havn
Nuuk Havn er den største havn i Grønland, hvorfra Arctic Umiaq Lines M/S Sarfaq Ittuk medtager passagerer. Royal Arctic Line har desuden her sit kajanlæg, hvorfra skibe sendes i rutefart på den grønlandske kyst, ligesom terminalen modtager forsyningsskibe fra Aarhus Havn, mens erhvervsfiskere kan komme til kaj og indhandlingsfaciliteter her. Byen har også har en lystbådehavn

### Kollektiv transport og taxa
Nuuks kommunale busselskab, Nuup Bussii, der betjener byen med tre ordinære buslinjer og tre skolebusser. Nuup Bussii har 42 stoppesteder fordelt i Nuuk, hvoraf en del er forsynet med læskure.
Der findes to taxaselskaber i Nuuk - Nuuk Taxi og Taxagut. Antallet af taxaer i byen er 62 (2024).

### Veje og biltrafik
Nuuk har et samlet vejnet på mindre end 100 km. Der findes ingen veje mellem Nuuk og andre byer, og der er generelt meget begrænset mulighed for at kunne køre uden for byen.
Antallet af personbiler er vokset hurtigere end indbyggertallet i de senere år. I 2007 var der 1.910 personbiler, mens der i 2024 er 4.143 personbiler alene i Nuuk.

### Andre transportformer
Nuuk har en cykelsti langs Eqalugalinnguit og et særligt afmærket spor til snescootere.

## Politik og administration

### Kommunalpolitik i Nuuk
Kommunens politiske ledelse varetages af borgmesteren, Avaaraq Olsen (IA).
Kommunen har tidligere været ledet af:
- 2019-2022 Charlotte Ludvigsen (IA)
- 2008-2019 Asii Chemnitz Narup (IA)
- 2007-2008 Nikolaj Heinrich (S)
- 1993-2007 Agnethe Davidsen (S)
- 1991-1993 Lãnguak' Lynge (S)
- 1989-1991 Kunuk Lynge (S)
- 1986-1989 Bjarne Kreutzmann (A)
- 1971-1985 Peter Thaarup Høegh
- 1967-1971 Rasmus Berthelsen
- 1963-1967 Niels Hammeken
- 1955-1963 Rasmus Berthelsen
- 1951-1955 Nikolaj Rosing

Kommunalbestyrelsen består af 19 medlemmer, der er valgt for en fireårig periode. Medlemmerne repræsenterer ikke blot Nuuk, men også andre byer, der indgår i storkommunen Sermersooq, som er verdens næststørste kommune efter sammenlægningen af de kommunale forvaltninger i Paamiut, Ivittuut (Grønnedal), Ammassalik og Ittoqqortoormiit pr. 1. januar 2009.
Medlemmerne blev dog allerede valgt i 2008 til et overgangsudvalg, som skulle forberede den grønlandske kommunalreform.

### Kommunens forvaltninger
Kommunen er administrativt opbygget af fire forvaltninger samt Koncernservice. De fire forvaltninger er henholdsvis Forvaltning for Velfærd og Arbejdsmarked, Forvaltning for Børn og Familie, Forvaltning for Børn og Skoler samt Forvaltning for Anlæg og Miljø.
Kommunens administration ledes af kommunaldirektør Lars Møller-Sørensen. Lars Møller-Sørensen har været ansat siden september 2017. Siden kommunalsammenlægningen i 2009 har 7 personer stået i spidsen for den administrative del af kommunen. Først sad Niels Kreutzmann på posten i otte måneder. Dernæst var Thorkild Lauridsen fungerende direktør, indtil Claus Stensgaard Jensen blev ansat i januar 2010. Fem måneder senere i maj 2010 blev Claus Stensgaard Jensen fritstillet med omgående virkning. Stine Johansen var derefter fungerende direktør, indtil Søren Hald Møller i januar 2011 blev ansat som administrerende direktør. Søren Hald Møller var administrerende direktør til 2013. Den 1. august 2013 tiltrådte Steffen Ulrich-Lynge stillingen som kommunaldirektør. Steffen Ulrich-Lynge skiftede i december 2016 til en stilling som administrerende direktør i Kalaallit Airports A/S. Herefter overtog Lars Møller-Sørensen den administrative ledelse af kommunen. Først som fungerende kommunaldirektør og fra september 2017 som fastansat kommunaldirektør. Lars Møller Sørensen blev i 2021 hjemsendt med en fratrædelsesordning pga. mistanke om økonomisk kriminalitet herunder blandt andet indkøb af en hal til 12,5 mio kr. uden politisk godkendelse. Ny kommunaldirektør er Ole Jacobsen.

## Uddannelsesinstitutioner

### Folkeskoler
Nuuk har fem folkeskoler. Atuarfik Samuel Kleinschmidt, der er opkaldt efter herrnhutermissionæren, er beliggende på Radiofjeldet i midtbyen, Ukaliusaq-skolen også i midtbyen, Kangillinguit Atuarfiat, der ligger i Nuussuaq, ligesom Nuussuup Atuarfia gør det, samt Atuarfik Hans Lynge som er placeret i den nye bydel Qinngorput. Byens friskole er beliggende i Nuussuaq.
Det landsdækkende lærerseminarium, Ilinniarfissuaq er placeret i byens gamle bydel.
En ny storskole, der er en sammenlægning af Atuarfik Samuel Kleinschmidt og Ukaliusaq, skulle have åbnet i 2023, men på grund af forsinkelser i byggeriet af Atuarfik Inussuk, som er storskolens navn, forventes den først åbnet i kalenderåret 2025. Bygningerne ligger på Aqqusinersuaq 1A, også kaldet "Sletten", som er det område, hvor den nu nedrevne Blok P lå.

### Ungdomsuddannelser
Nuuks ungdomsuddannelser kan tages på det almene gymnasium ("GU" i daglig tale), handelsgymnasiet og teknisk gymnasium. Gymnasiet ligger på C.E. Jansensvej, mens Niuernermik Ilinniarfik ligger i en blå bygning på Aqqusinersuaq.

### Videregående uddannelser
Næsten alle Grønlands videregående uddannelsesinstitutioner er i dag samlet i Nuuk:
- Grønlands Seminarium (Ilinniarfissuaq) er Grønlands ældste uddannelsesinstitution, der stammer fra 1847. Seminariebygningen er et symbol på byen og indgik i den tidligere Nuuk Kommunes våbenskjold. Grønlands Seminarium er i dag et institut under Grønlands Universitet.
- Grønlands Universitet, Ilisimatusarfik ligger på Ilimmarfik, universitetsparken fra 2007. Universitetet udbyder uddannelser på bachelor- og kandidatniveau. Universitet har fire institutter: Institut for Kultur, Sprog & Historie; Institut for Læring; Institut for Samfund, Økonomi & Journalistik; Institut for Sygepleje & Sundhedsvidenskab. Grønlands Universitet ledes af rektor Gitte Adler Reimer og universitetsdirektør Henriette Rosing.[35]
- Jern- og Metalskolen uddanner bl.a. smede, maskinarbejdere, skibsmomtører, mekanikere, terminalarbejdere, elektrikere, elektro-, elektronik-, automatik-, kontormaskine-, radio-, og datamekanikere.
- Den grønlandske politiskole ligger også i Nuuk.
- Center for Sundhedsuddannelser (Peqqissaaernermik Ilinniarfik) uddanner sundhedshjælpere og sundhedsassistenter.
- Kunstskolen (Eqqumiitsuliornermik Ilinniarfik)

## Kultur
Katuaq er Nuuks og Grønlands kulturhus og skal "stimulere og udvikle kulturlivet i Grønland under udøvelsen af et alsidigt, frit og uafhængigt kunstnerisk skøn i samarbejde med institutioner, organisationer, personer og selskaber. Fonden skal medvirke til at udbrede kendskabet til nordisk kunst- og kulturliv i Grønland og til grønlandsk kunst- og kulturliv i Norden". Katuaq har en stor sal, hvor der spilles teater og holdes koncerter. Katuaq har desuden en intimsal, som er ramme om foredrag og kunstneriske arrangementer i mindre skala. Der er ofte kunstudstillinger i Katuaqs foyer ligesom den benyttes til rockkoncerter.
Katuaqs store sal fungerer som byens biograf; den mest populære film i 2008 var Indiana Jones og Krystalkraniets Kongerige, som blev set af 2.440 gæster. Før Katuaq blev indviet fungerede forsamlingshuset på Aqqusinersuaq som biograf.
Nuuk Kunstmuseum er et museum for grønlandsk kunst, stiftet af erhvervsmanden Svend Junge.
Silamiut er Grønlands professionelle teatertrup og spiller forestillinger i Katuaq og i KNR's gamle lokaler på H.J. Rinksvej, ligesom den tager på turné på kysten.
Grønlands Nationalmuseum og Arkiv fortolker Grønlands og Nuuks fortid. Museet er beliggende i kolonihavnen og har udstillinger om byens og landets historie, kunst og kunsthåndværk. Arkivet har 3.148 hyldemeter
arkivalier.
Nuuk Lokalmuseum åbnede i 2017 og fokuserer på Nuuks historie og udvikling især fra 1900-tallet og frem.
Landsbiblioteket, Nunatta Atuagaateqarfia (egl. "vores lands bogsamling"), ligger i bymidten på gågaden og har til huse i et blåt og grønt hus. Biblioteket tilbyder en skøn- og faglitteratur for voksne, en børneafdeling, en avislæsesal og en internetafdeling.
Forlagene Atuagkat, Milik Publishing og Atlantic Music har også hjemme i Nuuk.

### Sport
Nuuk råder over tre store sportshaller, Godthåbhallen, der havde 40 års-jubilæum i 2009, Nuusuaq Hallen og Inussivik, en mulitihal der ligger ved den gamle heliport på Vandsøvej.
Svømmehallen, Malik, der åbnede i 2004 nåede 1.000.000 besøgende i 2009, ligger i Nuussuaq og er tegnet af KHR arkitekter. Fra svømmehallen er der udsigt til fjorden og fjeldene gennem de meget store panoramavinduer, mens svømmehallen udefra er et arktektonisk flot og prisbelønnet bygningsværk.
Nuuk har også gode rammer for skisport. Gennem bydelen Nuusuaq ud til lufthaven og omkring fjeldet Quassussuaq (Lille Malene) ligger byens langsrendsløjpe, mens der på samme fjeld er etableret et alpint skiområde med tre lifter. Omkring Nuuk er der desuden store områder med gode forhold for heliskiing i den frie natur.
Jagtklubben i Nuuk har en skydebane til lerdueskydning og skeetskydning. Klubben arrangerer desuden flere jagtture om året. Særligt i sommerperioden er jagt, fiskeri i elvene og vildmarken samt sejlads i det store fjordsystem blandt de naturlige fritidsaktiviteter i Nuuk og omegn.
En af Nuuks store sportsforeninger er fodboldklubben B-67, der har vundet grønlandsmesterskabet i fodbold otte gange, senest i 2010. Nuuk har også en golfklub, Nuuk Golfklub, der spiller på "sidste græsgolfbane før Nordpolen – så vidt vides".
Nuuk har hvert år siden 1990 været ramme om Nuuk Marathon.

## Venskabsbyer
Nuuk har et venskabsbysamarbejde med en række byer, syv i Norden og fire i den øvrige verden.
I Nuuk er Lyngby-Taarbækvej fx opkaldt efter den nordsjællandske kommune Lyngby-Taarbæk, som også leverer byens juletræ. Aalborg, hvorfra varer til Grønland primært udskibes, er også venskabsby med den grønlandske hovedstad. Aalborg og Nuuk har desuden stiftet et erhvervsnetværk, der skal fremme byernes gensidige interesser i et samarbejde.

### Norden
- Aalborg, Danmark
- Gentofte, Danmark
- Herlev, Danmark
- Huddinge, Sverige
- Vantaa, Finland
- Tromsø, Norge
- Kopavogur, Island
- Dalvik, Island

### Øvrige verden
- Pangnirtung, Nunavut, Canada
- Utqiagvik, Alaska, USA
- Cuxhaven, Tyskland
- Changchun, Kina

Nuuk er desuden aktiv i World Winter Cities Conference for Mayors, en sammenslutning for byer med klimatisk barske forhold. Nuuk var vært for konferencen i 2008.